# Marie de Lusignan (1273-1319)
Pour les articles homonymes, voir Marie de Lusignan.
Marie de Lusignan, née en 1273 et morte en avril 1319 à Tortosa, est reine d'Aragon par son mariage avec Jacques II d'Aragon.
Elle est l'une des filles d'Hugues III de Chypre et de son épouse Isabelle d'Ibelin.